# UTC+2
| Ora standard (tot anul) Ora standard (iarna din emisfera nordică) Ora standard (iarna din emisfera sudică) | Regiune maritimă în acest fus orar Ora de vară (vara din emisfera nordică) Ora de vară (vara din emisfera sudică) |

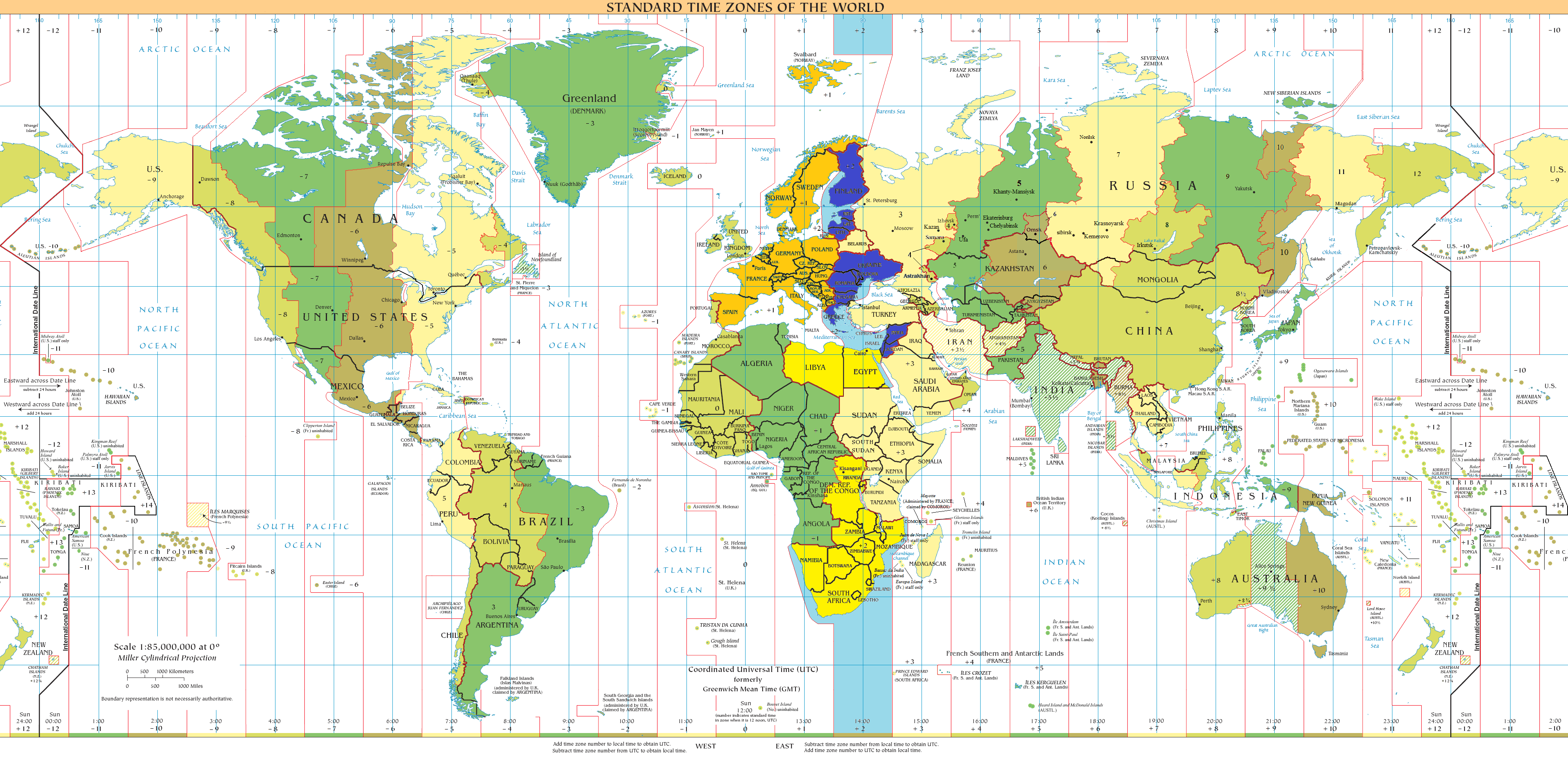
Utilizarea fusului orar UTC+2:

UTC+2 este un fus orar aflat cu 2 ore după UTC.  În țările africane UTC+2 este denumită Central Africa Time (CAT), iar în Europa Ora Europei de Est (EET - Eastern European Time) și Ora de vară a Europei Centrale (CEST - Central European Summer Time). UTC+2 este folosit în următoarele țări și teritorii:

## Ora standard (tot anul)
- Africa de Sud (SAST - South Africa Standard Time)
- Botswana
- Burundi
- Republica Democrată Congo (partea estică)
- Egipt
- Eswatini
- Lesotho
- Libia
- Malawi
- Mozambic
- Namibia
- Rwanda
- Zambia
- Zimbabwe

## Ora standard (iarna din emisfera nordică)
- Bulgaria
- Cipru (cu  Ciprul de Nord)
- Estonia
- Finlanda (cu  Åland)
- Grecia
- Israel (IST - Israel Standard Time / שעון ישראל)
- Letonia
- Liban
- Lituania
- Republica Moldova (fără  Transnistria)
- Palestina
- Regatul Unit
  -  Akrotiri și Dhekelia
- România
- Ucraina

În vara aceste regiuni folosesc fusul orar UTC+3. Din 29 octombrie 2017, ar fi fost vorba să se rămână la ora +2, însă în final doar Turcia și Republica Nord-Cipriotă au votat să rămână pe fusul orar de vară UTC+3, pentru "ca cetățenii să beneficieze de mai mult soare".

## Ora de vară (vara din emisfera nordică)
- Albania
- Andorra
- Austria
- Belgia
- Bosnia și Herțegovina
- Cehia
- Croația
- Danemarca
- Elveția
- Franța
- Germania
- Italia
- Liechtenstein
- Luxemburg
- Kosovo
- Republica Macedonia
- Malta
- Monaco
- Montenegro
- Norvegia (cu  Svalbard și Jan Mayen)
- Polonia
- Regatul Unit
  -  Gibraltar
- San Marino
- Serbia
- Slovacia
- Slovenia
- Spania (fără Insulele Canare)
- Suedia
- Țările de Jos
- Ungaria
- Vatican

În anotimpul de iarnă aceste regiuni folosesc fusul orar UTC+1. Polonia dorește ca în curând să rămână pe o singură oră pe motiv că schimbarea orei de două ori pe ani, derutează oamenii și destabilizează economia.